# 天宫庙镇
天宫庙镇，是中华人民共和国山東省菏泽市成武县下辖的一个乡镇级行政单位。

## 行政区划
天宫庙镇下辖以下地区：
天宫庙村、李楼村、霍楼村、白楼村、宋庄村、陈楼村、胡店村、三堂村、耿庄村、单庄村、仁集村、申楼村、苏庄村、张庄村、翟楼村、西黄村、韩胡村、刘庄村、常楼村、潘庄村、刘楼村、孙为庄村、北黄村、秦楼村、王饭铺村、沙楼村、伍伦集村、邵柳园村、毕庙村、高庄村和曹楼村。